# Скот Лавала
Скот Лавала (енгл. Scott LaValla; 4. јул 1988) професионални је амерички рагбиста и репрезентативац. Почео је рагби да тренира у средњој школи, када је имао 16 година. Био је део младе репрезентације САД на светским првенствима за играче до 19 и 20 година. За сениорску репрезентацију САД дебитовао је у Черчил купу 2010. Био је део репрезентације САД на светском првенству 2011. Једин есеј у дресу репрезентације постигао је против Канаде 9. јун 2012. Играо је за Стад Франс 4 сезоне и освојио је 2015. титулу првака Француске са овом екипом.